# Polycelis
Polycelis es un género de tricládidos planáridos que habita en aguas dulces de gran parte del hemisferio norte.
Las especies de Polycelis se caracterizan por presentar una hilera de múltiples ojos en el margen anterior del cuerpo.
La especie tipo es Polycelis nigra.

## Especies
Este género contiene las siguientes especies:
- Polycelis benazzii
- Polycelis bilinearis
- Polycelis borelli
- Polycelis brunnea
- Polycelis catulus
- Polycelis cormita
- Polycelis eburnea
- Polycelis elegans
- Polycelis eurantron
- Polycelis felina
- Polycelis gracilis
- Polycelis kashmirica
- Polycelis lactea
- Polycelis linkoi
- Polycelis nigra
- Polycelis nigro-fusca
- Polycelis oculimarginata
- Polycelis pallida
- Polycelis panniculatus
- Polycelis polychroa
- Polycelis polyopis
- Polycelis pulla
- Polycelis receptaculosa
- Polycelis relicta
- Polycelis schmidti
- Polycelis sierrensis
- Polycelis stummeri
- Polycelis surantion
- Polycelis tasmanica
- Polycelis tenuis
- Polycelis tothi
- Polycelis vaginuloides